# Mouton vendéen
Le mouton vendéen est une très ancienne race de moutons. La population d'origine a été croisée à plusieurs reprises, au cours de son histoire, une première fois au XVIIe siècle lorsque les Hollandais venus assécher les marais vendéens importèrent leurs moutons, et une seconde à la fin du XIXe siècle avec des races bouchères anglaises. Ce mouton à la toison blanche et la peau grise est assez rustique et s'adapte à différents types d'élevage. Il est prolifique, et a surtout de très bonnes aptitudes bouchères, étant bien conformé et présentant une très bonne croissance. Les béliers vendéens sont d'ailleurs régulièrement utilisés en croisement terminal pour améliorer la conformation des agneaux de brebis rustiques. On compte aujourd'hui environ 250 000 brebis, principalement en Nouvelle-Aquitaine et dans les Pays de la Loire, mais aussi en Centre-Val de Loire.Plusieurs élevages sont présents dans les départements si dessus.

## Histoire
Les origines du mouton vendéen sont anciennes, et pourraient dater du Moyen Âge. 
Ainsi, la première mention connue à la race date du Xe siècle, dans le Bas-Poitou. Les moutons locaux ont ensuite été croisés avec des animaux venus dans un premier temps des Flandres au XVIIe siècle. 
Ces importations ont été réalisées lors du drainage et de l'assèchement des marais vendéens par les Hollandais qui ont amené avec eux leurs moutons. Le mouton flamand (notion qui regroupe en fait plusieurs races ou variétés) était à l'époque réputé pour son aptitude à l'engraissement. 
À la suite de l'exposition universelle de 1855 (à Paris), certaines races anglaises ont été introduites en France comme le southdown. Cette deuxième vague d'importation d'animaux étrangers a beaucoup marquée le mouton vendéen, qui a abondamment été croisé avec le southdown. Ainsi, les moutons locaux voient leur croissance et leur conformation s'améliorer, mais en conservant le « grand format » de la population d'origine, ainsi que leur bonne prolificité. 
Le phénotype de la race a été fixé au cours du XXe siècle, et l'UPRA de la race a été sélectionnée en 1974, avec rapidement en place une station d'élevage pour les mâles reproducteurs. Ses effectifs seraient d'environ 250 000 femelles mais en diminution.

## Standard

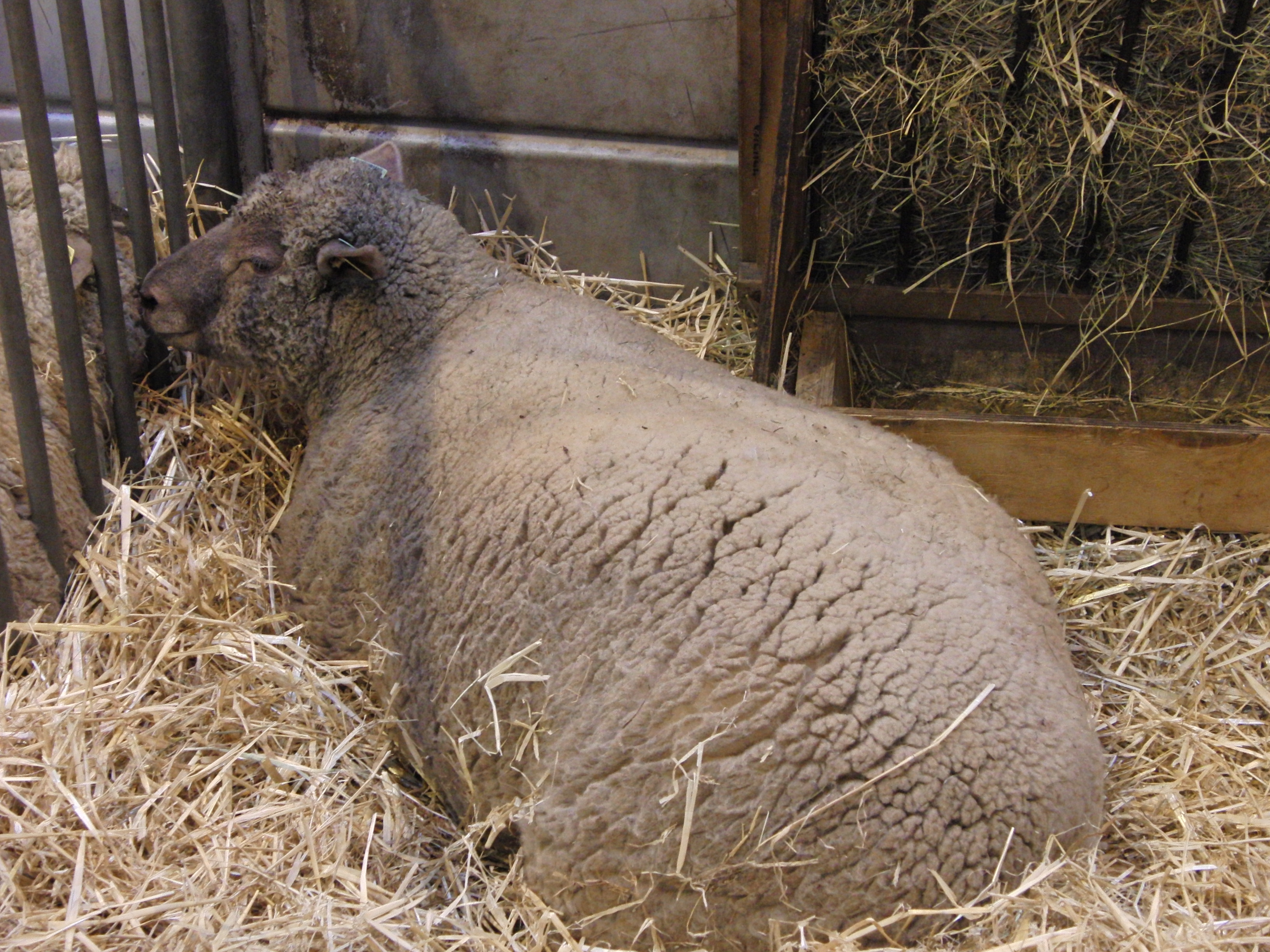
Mouton vendéen.

1. Tête : front assez large, plat, bord du nez large, couleur gris souris sans taches. Yeux : gros, noirs. oreilles demi-longues, obliques.
2. Corps : poitrine ample et profonde, dos bien allongé, large et uni jusqu'à la croupe.
3. Gigot : épais et descendu.
4. Membres : pattes fortes, droites, couleur grise comme la tête.
5. Laine : couleur blanche, toison étendue garnissant le front et l'arrière des joues, revêtant tout le corps et descendant sur les membres jusqu'aux genoux.
6. Poids : bélier de 85 à 110 kg, brebis de 60 à 70 kg.
7. Taille : moyenne

## Aptitudes

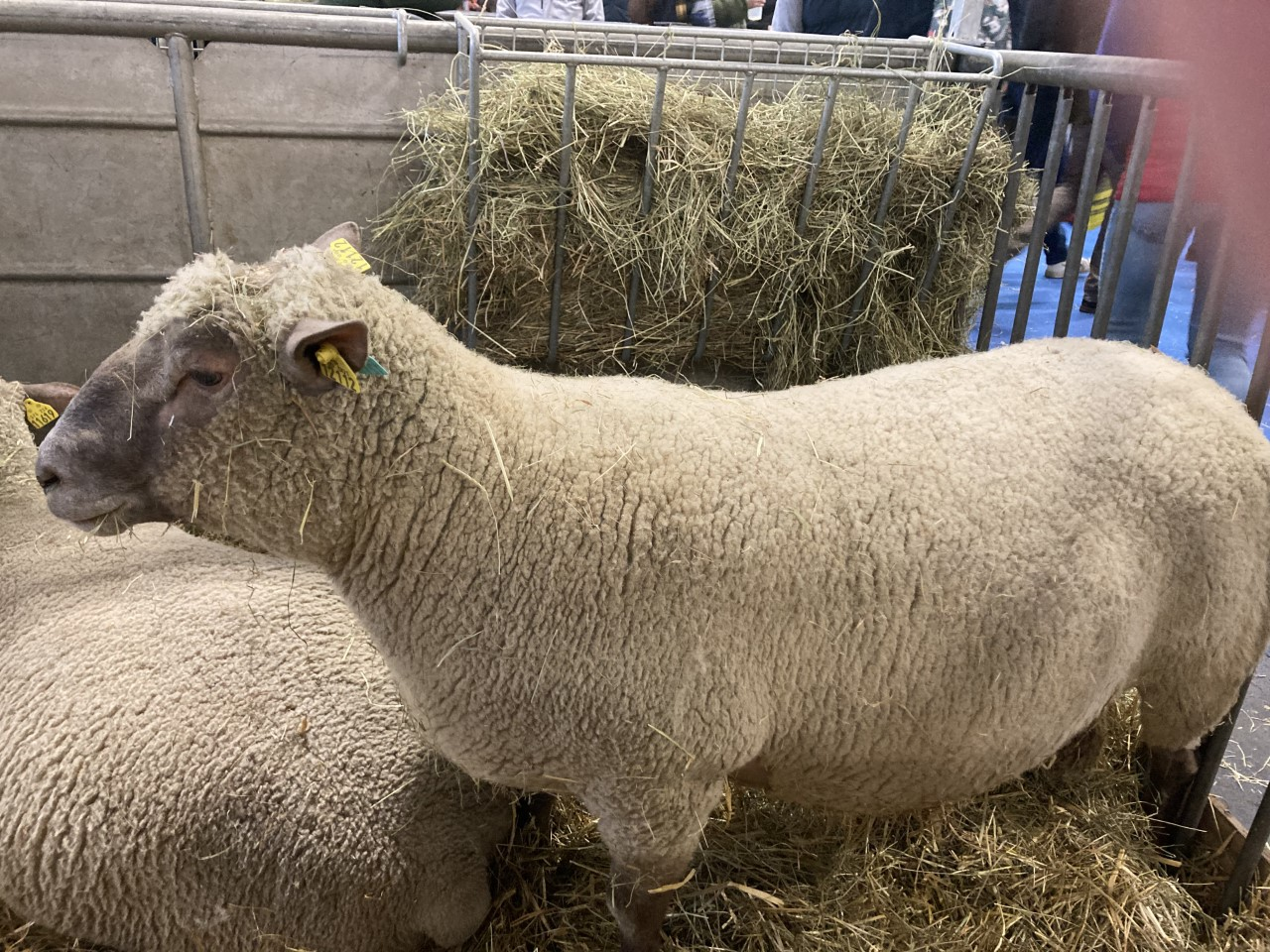
Mouton vendéen.

Les brebis vendéennes sont prolifiques, avec en moyenne 1,75 agneau par brebis et par an. Elle a ensuite une production laitière correcte, permettant d'assurer à ces agneaux une croissance de 220 à 230 g/j. Les agnelles vendéennes se caractérisent par leur précocité. La période de reproduction des brebis est assez longue, et permet une période de mise bas s'étalant d'octobre à juin.
Mais le mouton vendéen est avant tout une race réputée pour ses aptitudes bouchères. Les agneaux ont une bonne croissance entre 30 et 70 jours, d'environ 300 g/j. Ils sont bien conformés et donc bien valorisés. Les béliers sont régulièrement utilisés en croisement terminal sur des brebis rustiques pour améliorer la conformation de leurs agneaux.

## Élevage
Le mouton vendéen est un animal rustique qui peut s'adapter à différents types d'élevage, dans des systèmes extensifs basés sur la valorisation de terrains pauvres comme en systèmes intensifs avec valorisation de prairies riches de d'aliments concentrés en bâtiments. En Vendée, elle est traditionnellement élevée en plein air la majeure partie de l'année, étant rentrée en bergerie entre décembre et février pour agneler, les agneaux étant engraissés en bergerie, ou en semi plein air, laissée au pâturage de mai à septembre. Les agneaux sont vendus à environ 38 à 40 kg vifs.

## Sélection
Le schéma de sélection de la race est géré par l'UPRA Mouton Vendéen qui travaille en collaboration avec l'INRA, chargée de calculer les index, et avec l'institut de l'élevage. Ce schéma est très complet. Il s'attache principalement à tenter d'améliorer les aptitudes bouchères des animaux comme leur conformation, leur croissance ou leur état d'engraissement et cela sans dégrader les qualités maternelles de la race. La race s'adapte aussi bien aux conditions de semi plein air que de bergerie. En effet, parmi la base de sélection qui comprend 60 élevages et 11 000 soumises brebis au contrôle de performances sur 17 départements différents, on sélectionne chaque année 200 jeunes béliers sur leur ascendance. On mesure ensuite précisément les performances de ces animaux, tant au niveau de leur croissance que de leur morphologie ou leur proportion de muscle. Les 10 béliers qui affichent les meilleures performances sont ensuite testés sur leur descendance, ce qui va permettre de mieux connaître leur valeur génétique, y compris sur des caractères non mesurables directement sur eux. Cela consiste à réaliser un certain nombre d'inséminations artificielles sur ces animaux, de façon à obtenir 25 filles pour chacun. Les performances de ces brebis sont ensuite mesurées, tant au niveau de leur croissance et leur morphologie que de leurs qualités maternelles. Ces performances permettent d'évaluer celles de leur père, qui sont connues ensuite avec une bonne précision. Ils peuvent ensuite être classés béliers améliorateurs pour les meilleurs. Quatre qualifications sont disponibles pour ces béliers : AMBO pour les béliers améliorateurs sur les aptitudes bouchères, AMVL pour les animaux améliorateurs vis-à-vis des aptitudes bouchères, AMPR pour les béliers permettant d'améliorer la prolificité et AMCR pour ceux qui permettent de travailler sur la croissance des animaux.

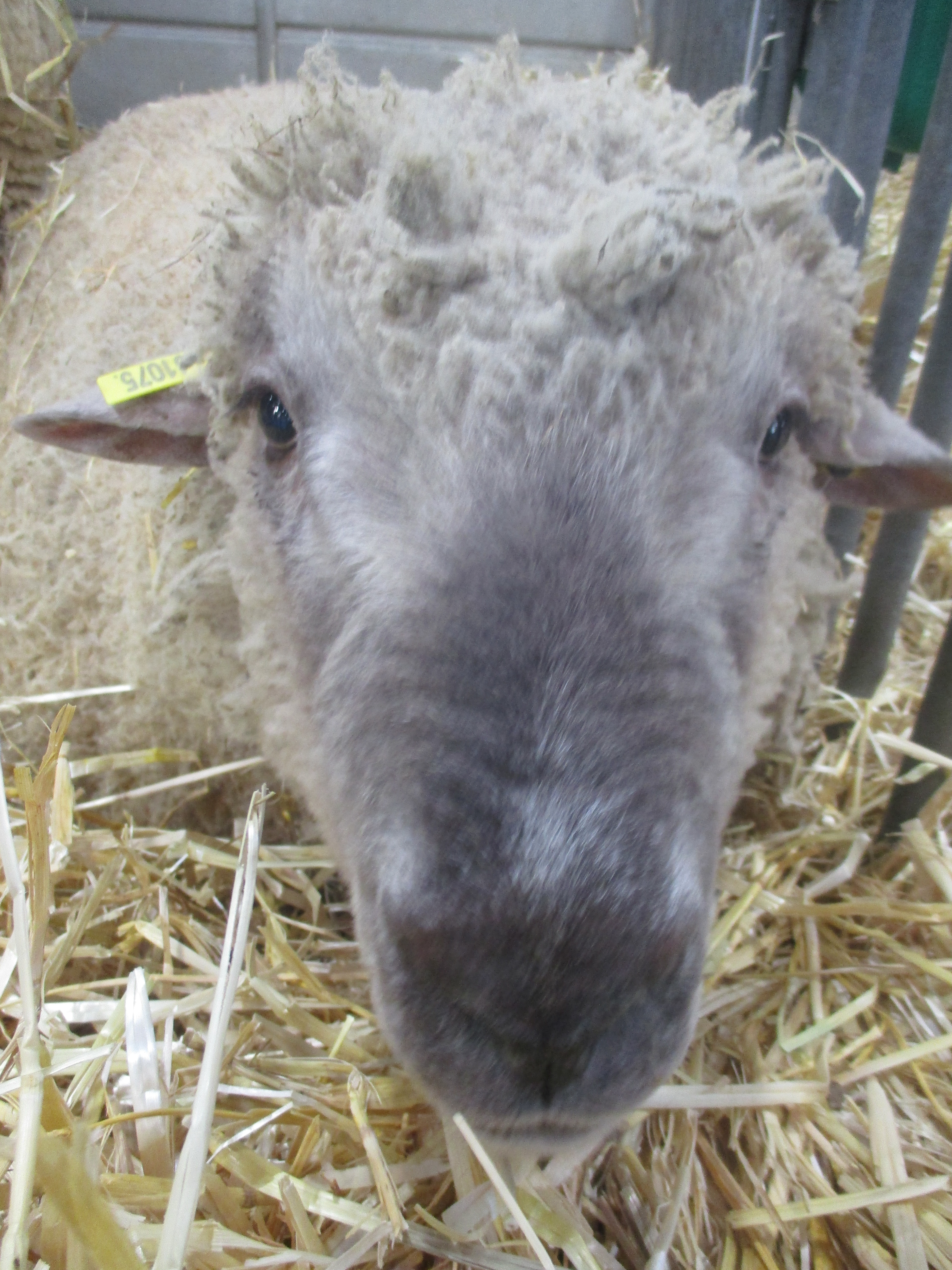
Tête de jeune mouton vendéen
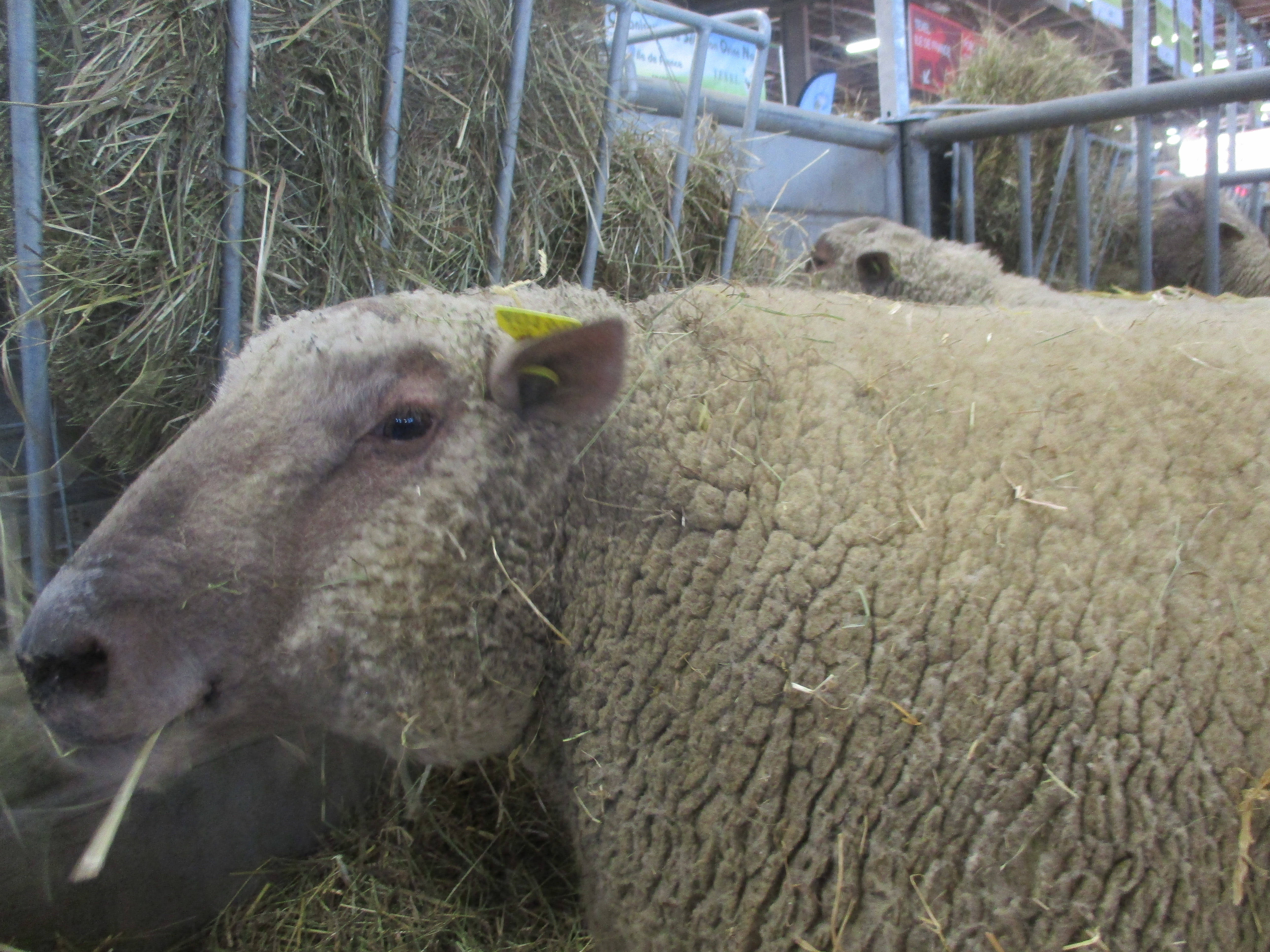
Tête de brebis vendéenne

## Diffusion
Les environ 250 000 têtes que compte le pays sont principalement réparties dans les régions Pays de la Loire et Poitou-Charentes, non loin de son berceau en Vendée. Toutefois, la race est également présente dans les autres grandes régions herbagères productrices de moutons, comme le Limousin ou le Centre-Val de Loire. La race a une influence bien plus large en fait, liée à l'utilisation des béliers vendéens en croisement terminal un peu partout dans le pays. C'est également une race qui s'exporte plutôt bien à l'étranger depuis quelques années, et on rencontre des animaux vendéens en Grande-Bretagne, en Italie, en Espagne, en Irlande du Nord, en Belgique et même jusqu'en Indonésie.